# Trauben-Eiche (Berlin-Lichtenberg)
Die Trauben-Eiche ist ein Naturdenkmal im Berliner Ortsteil Lichtenberg des Bezirks Lichtenberg.

## Beschreibung
Die Traubeneiche steht im Hof der Fanningerstraße 23, ist ca. 250 Jahre alt und hat sich gut entwickelt. Sie hat eine Gesamthöhe sowie einen Kronendurchmesser von 25 Meter. Es wurden am Baum Schnittmaßnahmen durchgeführt.